# Gusuku de Nakijin

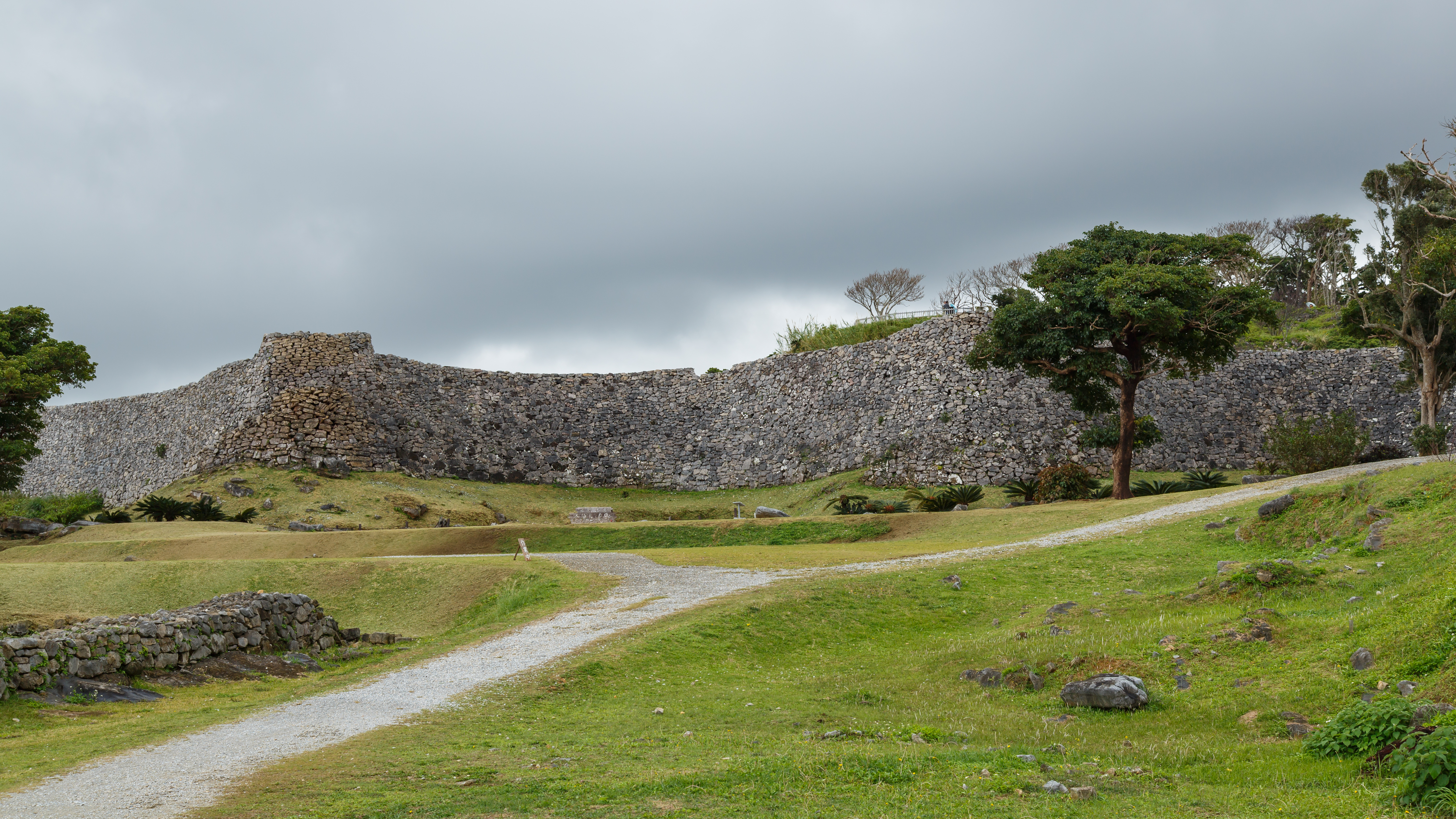
Nakijin gusuku

O Gusuku de Nakijin (今帰仁城) é um gusuku (castelo ou fortaleza em língua oquinauana) localizado em Nakijin, Okinawa, que presentemente se encontra em ruínas.
No final do século XIV, as Ryukyu eram compostas por três divisões: Nanzan a sul, Chuzan ao centro e Hokuzan a norte. Nakijin era uma fortaleza de Hokuzan. A fortaleza incluía diversos bosques sagrados, o que reflecte o papel dos gusukus na actividade religiosa. O gusuku de Nakijin é famoso pelas cerejas Hakin, que florescem no norte de Okinawa entre o meio de Janeiro e o início de Fevereiro.